# Coelichneumon albitrochantellus
Coelichneumon albitrochantellus là một loài tò vò trong họ Ichneumonidae.